# Kradenan (Ambal)
Kradenan is een bestuurslaag in het regentschap Kebumen van de provincie Midden-Java, Indonesië. Kradenan telt 1012 inwoners (volkstelling 2010).